# Saint-Laurent-de-Cerdans
Saint-Laurent-de-Cerdans è un comune francese di 1 294 abitanti situato nel dipartimento dei Pirenei Orientali nella regione dell'Occitania.

## Società

### Evoluzione demografica
Abitanti censiti